# Alois Brunner (SS'er)
Alois Brunner (Nádkút, 8 april 1912 - waarschijnlijk Damascus, december 2001) was een Oostenrijks oorlogsmisdadiger.
Op negentienjarige leeftijd werd hij lid van de Nationaalsocialistische Duitse Arbeiderspartij en de SA. Omdat de NSDAP verboden was, verloor hij zijn baan bij een warenhuis. Later werd hij ook lid van de SS.
In 1938 leerde hij Adolf Eichmann kennen en werd zijn assistent. Hij was van 1943 tot 1944 commandant van Kamp Drancy bij Parijs. Tijdens de Tweede Wereldoorlog was hij verantwoordelijk voor de dood van minstens 130.000 Joden.
Na de oorlog vluchtte hij via de rattenlijn naar Syrië, en ging daar wonen onder de schuilnaam dr. Georg Fischer. Hij werkte daar voor de geheime dienst. In 1954 en 1956 werd hij door een Franse rechtbank bij verstek ter dood veroordeeld. Bij aanslagen met bombrieven op zijn leven in 1961 en 1980 verloor hij één oog en een aantal vingers. Deze aanslagen waren gepleegd door de Israëlische geheime dienst Mossad. Hij werd tevergeefs gezocht door het echtpaar Serge en Beate Klarsfeld.
In 1987 vertelde Brunner in een telefonisch interview met de Amerikaanse krant Chicago Sun-Times vanuit Syrië dat hij geen spijt van zijn misdaden had en ze opnieuw zou begaan als hij de kans kreeg.
In 1989 stond Syrië op het punt om Brunner uit te leveren, maar door de val van de Muur ging dat niet door.
Sinds 1999 wordt beweerd dat Brunner in 1996 overleden is, maar deze geruchten zijn nooit bevestigd. Syrië heeft altijd geweigerd om hem uit te leveren. Er zijn ook nog andere geruchten dat hij onder strenge politiebewaking in het luxe "Meridien Hotel" in de Syrische hoofdstad Damascus zou leven.
Op 2 maart 2001 werd hij bij verstek door een Franse rechtbank veroordeeld tot een levenslange gevangenisstraf.
Op 9 december 2005 werd bekend dat de politie van Brazilië hem in Salvador da Bahia, in het noordoosten van dat land, op het spoor was: hij zou in 1999 vanuit Syrië daarheen geëmigreerd zijn, en op het moment van die bekendmaking (december 2005) op vakantie zijn in Luzern, Zwitserland. Zelf ontkende de gevonden persoon dat hij Alois Brunner was en beweerde veel jonger te zijn dan de gezochte nazi: hij zou in 1939 geboren zijn in Zwitserland. Op 13 juli 2007 werd bekend dat Oostenrijk hem nog steeds zoekt als voortvluchtige oorlogsmisdadiger, en dat tegen een beloning van vijftigduizend euro. Hetzelfde gold daarvoor voor Aribert Heim.
Op 30 november 2014 maakte het Simon Wiesenthal Center bekend Brunner van de lijst met meest gezochte nazi's afgehaald te hebben. Volgens het instituut is er voldoende bewijs dat Brunner in 2010 is overleden.
Op 11 januari 2017 melden drie Syrische oud-medewerkers van de Syrische geheime dienst aan het Franse tijdschrift XXI dat Brunner al in 2001 is gestorven. Een van de mannen, Omar, was naar eigen zeggen de bewaker van Brunner. Brunner werd vastgehouden door de dienst in een kelder in Damascus. Brunner zou daar al, in slechte omstandigheden, onder huisarrest hebben gestaan sinds het eind van de jaren negentig om veiligheidsredenen. In 2001, op 89-jarige leeftijd, zou hij zijn gestorven.
De exacte locatie van zijn graf zou niet te achterhalen zijn.

## Militaire loopbaan
- SS-Mann: 10 augustus 1939
- SS-Untersturmführer: 20 april 1940
- SS-Obersturmführer: 9 november 1940
- SS-Hauptsturmführer: 30 januari 1942

## Registratienummer
- NSDAP-nr.: 510 064[1]